# Hitradio RT1 Südschwaben

Logo des Senders

Hitradio RT1 Südschwaben ist ein Lokalradio mit Sitz im oberschwäbischen Memmingen der Hitradio RT1 Südschwaben GmbH. Das Programm basiert auf einem Hot AC-Format, lokaler Berichterstattung sowie einer unterhaltungsorientierten Morgensendung.

## Geschichte
Ursprünglich wurde das Lokalradio als Radio Prima 1 gegründet. Sendebeginn war der 10. Oktober 1991. 2007 wurde der Hörfunksender in Hitradio RT1 Südschwaben umbenannt. Die Programmleitung hat Katrin Pöpperl.
Im Jahr 2011 gab es eine große Jubiläumsparty „20 Jahre Radio in Memmingen“.
Die RT1-Redaktion konnte schon mehrfach einen BLM-Hörfunkpreis gewinnen. Im Jahr 2012 erhielten Bettina Tzschirner und Julia Draxler einen Anerkennungspreis für die „RT1 Allgäuhits“. Im Jahr 2015 gab es für die Comedy „Learning Allgäu“ den Hauptpreis und 2016 gewann Laura Sattelmair den Nachwuchspreis für ihre Reportage über ein barrierefreies Memmingen. 2017 konnte Maximilian Auer für RT1 mit seiner Reportage „Schulbuschaos im Unterallgäu – RT1 hilft!“ wieder den BLM-Nachwuchspreis für sich gewinnen.

## Empfang
Das Sendegebiet umfasst die Stadt Memmingen, den Landkreis Unterallgäu südlich den Landkreis Günzburg sowie angrenzende Gebiete des Allgäus und Baden-Württembergs.
Antenne (UKW)
- Memmingen 90,2 MHz
- Mindelheim 93,9 MHz
- Krumbach 88,1 MHz

Kabel-UKW
- Memmingen 98,85 MHz
- Bad Wörishofen, Buchloe und Mindelheim 97,85 MHz
- Krumbach 100,9 MHz

DAB+
Seit 3. Dezember 2018 ist RT1-Südschwaben digital-terrestrisch über das DAB+-Netz 8B der Bayern Digital Radio in weiten Teilen der Landkreise Oberallgäu, Unterallgäu, Ostallgäu, Lindau, Ravensburg und Biberach zu empfangen.
Die technisch-analoge Reichweite beträgt 223.000 Hörer.